# Germogen Maksimov
Germogen (rođen Grigorij Ivanovič Maksimov; stanjica Nagavska, Vtoroj Donskoj Orkrug, Oblast Vojska Donskogo, 10. siječnja 1861. – Zagreb, 30. lipnja 1945.), bio je mitropolit zagrebački.

## Životopis
Grigorij Ivanovič Maksimov rodio se u Stanjici Nagorskoj na Donu, u Rusiji, 1861. godine. Teologiju je završio u Kijevu a za parohijskog svećenika rukopoložen je 1887. godine.
Zamonašio se godine 1909. i postao arhimandritom, a 1910. godine postao je episkopom namjesnikom Donske eparhije u Novočerkasku. Bio je također profesorom i starješinom bogoslovlja u Saratovu. Za vrijeme prvoga svjetskog rata imenovan je arhiepiskopom jekaterinoslavskim i mitropolitom novomoskovskim. Nakon Oktobarske revolucije napustio je Rusiju (1920. godine) i boravio neko vrijeme u Grčkoj, na otoku Lemnosu i na Svetoj Gori (Atos) u ruskome samostanu sv. Pantelejmona. Potom je 1921. ili 1922. godine došao u Kraljevinu Srba, Hrvata i Slovenaca gdje je boravio u manastirima Ravanica i Rakovac. Potkraj tridesetih godina 20. stoljeća, otišao je u manastir Hopovo na Fruškoj gori.

### NDH i Hrvatska pravoslavna crkva
Kada je 1942. godine osnovana Hrvatska pravoslavna crkva, izbor njezina poglavara, s potrebnima hijerarhijskim častima te duhovnima i moralnim odlikama, postao je jednim od glavnih pitanja. Nakon konzultiranja i suglasnosti viših pravoslavnih dostojanstvenika, izbor je pao na
Grigorija Ivanoviča Maksimova, kojemu se on i odazvao, pritom je njegovo rusko podrijetlo nedvojbeno bilo izrazom političkog kompromisa. U stvaranju HPC-a kontaktirane su i ostale pravoslavne crkve te Patrijaršija u Carigradu a Srpska pravoslavna crkva je pri tome navodno nastojala oko uspostave Hrvatske pravoslavne crkve kao privremenog rješenja kako bi se spasilo što više srpskoga stanovništva. Po Ustavu HPC-a (broj: CLXIV-1386-Z-1942.) od 5. lipnja 1942. godine, poglavar je trebao biti patrijarh, postavljen i posvećen u sporazumu s vaseljenskim patrijarhom u Carigradu a vodstvo Srpske pravoslavne crkve bilo je suglasno s izborom Maksimova, ali se protivilo njegovu imenovanju patrijarhom. HPC je prema svom ustavu bila autokefalna i episkopalna. Poglavarom Hrvatske pravoslavne crkve Maksimov je imenovan 2. lipnja, a ustoličen je 7. lipnja 1942. godine u pravoslavnoj crkvi Svetog Preobraženja u Zagrebu. Ustoličenju su nazočni bili najviši državni dužnosnici NDH.

### Smrt
Mitropolit Germogen je, na prijekom sudu po skraćenom postupku na Vojnom sudu Komande grada Zagreba, 29. lipnja 1945. godine, osuđen na smrt strijeljanjem. U presudi se kao razlog kazne navodi prihvaćanje položaja crkvenog poglavara tzv. Hrvatske pravoslavne Crkve koju je uspostavila zločinačka NDH i njegovo djelovanje s tog položaja po nalozima poglavnika Pavelića. Prema navodima optužnice na teret mu se stavljalo i djelovanje u smjeru prisilnog učlanjivanja građana srpske nacionalnosti u članstvo u njegovoj organizaciji, sustavno raspirivanje nacionalne, rasne i vjerske mržnje među građanima, suradnja s okupatorom kao i neposredno pozivanje na počinjenje ubojstava od strane paravojnih formacija što je sve skupa dovelo masovnih stradanja, pljačke i uništenja imovine građana tijekom Drugog svjetskog rata. Kazna je izvršena 30. lipnja 1945. godine.
Zbog činjenice da je Mitropolit Germogen osuđen na prijekom sudu po kratkom postupku, kao i u svim sličnim slučajevima, postoji sumnja u vjerodostojnost postupka, a samim tim i presude te neki povjesničari zbog toga smatraju da se radilo o montiranom sudskom postupku. Iako je samo Germogenovo sudjelovanje u zločinačkom poduhvatu kojeg je provodila NDH i dalje neupitno, ostaje pitanje u kojoj mjeri se njegova stvarna krivnja podudara s krivnjom utvrđenoj po presudi prijekog suda.
Presudom Vojnog suda Komande grada Zagreba od 29. lipnja 1945. god. je proglašen krivim jer da je:
"(a) primio položaj ime i naslov metropolita zagrebačke, a kasnije i patriarha tzv. hrvatske-pravoslavne crkve, koja je bila stvorena po zločincu Paveliću, da bi se što lakše ostvarilo posvemašna okupacija Jugoslavije, i da bi se razbilo jedinstvo srpskog naroda u Hrvatskoj i izazvao bratoubilčaki rat, a sve to u namjeri da posluži okupatoru što lakše porobio narode Jugoslavije i kako bi se što bolje sakrili ustaški zločini, počinjeni nad nevinim stanovništvom,
(b) sa toga položaja i kroz tu organizaciju po nalogu Pavelića, a u službi stranoga zavojevača nasilno provodio i tjerao u članstvo Srbe u tzv. hrv. prav. crkvu te je na taj način skrivio smrt hiljadama Srba koji su prilikom tih prevodjenja u masama ubijeni,
(c) sa toga položaja kroz tu organizaciju po nalogu i u službi okupatora raspirivao nacionalnu, rasnu i vjersku mržnju, pokušavajući na taj način izazvati bratoubilački rat, a sve to u namjeri slabljenja jedinstvenog otpora naroda Jugoslavije protiv stranog zavojevača,
(d) s tog položaja i kroz tu organizaciju podržavao tjesne političke i prijateljske veze s vrhovnim funkcionarima okupatora i njegovog terorističkog napadača, te stavljajući se u potpunu službu okupatora harangirao je na sastancima formacije čerkeza na pokolj mirnog i nevinog stanovništva.
(e) godine 1942 izdao poslanicu po nalogu okupatora, u kojoj je pozivao pripadnike NOP, da napuste borbu protiv okupatora i da se vrate svojim kućama, te je na taj način stavljajući se potpuno u službu okupatora pokušao razbiti jedinstvo narodno-oslobodilačkog fronta i oslabiti borbu, te omogućiti okupatoru i njegovim slugama, da izvrše što lakše pokolj nad narodima Jugoslavije,
dakle je počinio krivično djelo služenja okupatoru i njegovim pomagačima i djelo pomagača i podstrekača na masovna ubijanja naroda i uništenje narodne imovine."

## Hrvatski pravoslavni mučenik
Dne 23. rujna 2010. godine i Ruska Istino Pravna Pravoslavna Zagranična Crkva (RIPC) u Odesi proglasila je Preosv. Germogena i ostale, 1945. godine, umorene svećenike HPC-a pravoslavnim mučenicima.

## Pogledaj više
- Partizanski poslijeratni zločini u Zagrebu

## Vanjske poveznice
- (engl.) Miloš Obrknežević, Development Of Orthodoxy In Croatia And The Croatian Orthodox Church, prijevod članka iz Hrvatske revije, objavljenoga 1979. godine
- Na 66. obljetnicu smrti hrvatskih pravoslavnih svećenika svi umoreni proglašeni su mučenicima-svecima, članak na hrvatskipravoslavci.com
- Životopis mitropolita Germogena (Juraj Kolarić, Ekumenska trilogija, Zagreb, 2005., str. 987. – 990.) (u pismohrani archive.org,25. kolovoza 2017.)